# Banba
Nella mitologia irlandese, Banba, figlia di Ernmas dei Túatha Dé Danann, è una delle dee patrone dell'Irlanda. Suo marito è Mac Cuill. Con le sue sorelle, Fódla ed Ériu, faceva parte di un importante triade divina. Quando i Milesi giunsero dalla Spagna in Irlanda ciascuna delle tre sorelle chiese che all'isola fosse dato il proprio nome. Ériu (da cui Éire = Irlanda) vinse, ma anche Banba fu spesso usato in poesia per indicare l'isola. 
Secondo Seathrún Céitinn venerava Macha, spesso indicata come figlia di Ernmas. Le due dee potrebbero essere equivalenti. Céitinn riferisce anche la tradizione secondo cui Banba fu la prima persona a mettere piede in Irlanda prima del Diluvio universale, in una variazione della leggenda di Cessair.
All'inizio fu una dea della guerra e della fertilità.
La marina militare irlandese ha chiamato in suo onore la dragamine LÉ Banba.